# مکائوی سرسرخ
مکائوی سرسرخ (نام علمی: Ara erythrocephala) نام یک گونه منقرض‌شده از سرده طوطی‌های شادرنگ است.